# 4 Minutes
«4 Minutes» — первый сингл американской автора-исполнителя Мадонны из её одиннадцатого студийного альбома Hard Candy, выпущенный 17 марта 2008 года. В нём принимают участие американские поэты-композиторы Джастин Тимберлейк и Тимбалэнд, которые также выступили соавторами и сопродюсерами песни. Песня получила номинацию на «Грэмми» 2009 в категории Лучшее совместное вокальное поп-исполнение.

## Информация о песне
С первоначальным названием «4 Minutes to Save the World» песня впервые вышла в эфир, когда сопродюсер Тимбалэнд сыграл её часть на концерте 16 декабря 2007 в Филадельфии. Кроме того, часть песни проигралась на французской радиостанции 29 февраля 2008, позже попав в интернет.
Официально сингл дебютировал на радио 17 марта 2008 и был выпущен в цифровом виде в Великобритании в этот же день. Релиз сингла в мире (кроме США) состоялся 18 марта 2008, 25 марта 2008 он был выпущен в США. В американском чарте журнала Billboard сингл дебютировал на 68 месте. На следующей неделе песня поднялась до 3 места, став первой песней певицы за последние восемь лет, которой удалось войти в тройку лидеров. В последний раз это было в 2000 году, когда сингл „Music“ взобрался на вершину хит-парада США и продержался там 4 недели.
Позже сингл „4 Minutes“ достиг первого места в британском чарте UK Singles Chart, став 13 синглом Мадонны, возглавившим этот хит-парад.
Песня также была использована для рекламного ролика Sunsilk, который появился в эфире 17 марта.

## Музыкальное видео
Видеоклип снимался в Лондоне с 30 января до 2 февраля 2008 с Тимберлейком и Тимбаландом. Режиссёром выступил французский дуэт Jonas & François (Justice’s „D.A.N.C.E.“), хореография Джейми Кинга. По сюжету Мадонна и Джастин пытаются спастись от таинственной чёрной субстанции, пожирающей пространство.
Музыкальное видео было выпущено в некоторых странах в iTunes Store 3 апреля 2008.

## Живые выступления
Песня была исполнена во время промотура Hard Candy и тура Sticky & Sweet Tour (2008–09). На промотуре "4 Minutes" исполнялась третья песня сет-листа. Джастин Тимберлейк появился вместе с Мадонной в бальном зале Roseland в Нью-Йорке, чтобы исполнить песню.
26 ноября 2008 года Тимбалэнд лично исполнил свою часть песни на стадионе Хард Рок-стэдиум в Майами-Гарденс, штат Флорида. 27 июля 2017 года Мадонна исполнила песню во время выступления на ежегодном торжественном собрании Леонардо Ди Каприо, которое проходило в Сен-Тропе ,Франция.

## Участие в чартах
4 Minutes уже занял высшие позиции в чартах Великобритании, Канады, Австралии, Дании, Финляндии и Норвегии, а также достиг пятёрки лучших в США и Израиле.
Песня стартовала на официальном чарте UK Singles Chart с седьмой строки 23 марта 2008, на основании только покупок через интернет, число которых достигло 21 106 за неделю до официального релиза. После первой недели ротации песни на радио, она дебютировала в американском чарте Mediabase Top 40/Pop Airplay Chart на 23 месте. Сингл стартовал с третьего места в австралийском чарте Digital Tracks. В Латинской Америке песня начала подъём с 22 строки в Hot 100 Singles & Tracks.
В выпуске Billboard от 12 апреля 2008 Мадонна опередила Элвиса Пресли как артистка с наибольшим количеством хитов, занявших первую десятку в США во время Эры Рока, с результатом в 37 песен. „4 Minutes“ взобрался с 68 строки на третью в Billboard Hot 100, из-за покупок через интернет, и сейчас это её самый быстрый подъём в чарте со времён песни „Music“ в 2000.
В России песня стартовала с восьмой позиции в радиочартах. Это самая высокая позиция, с которой когда-либо дебютировала песня.

## Чарты
| Чарт (2008)                    | Место |
| ------------------------------ | ----- |
| Australian Singles Chart       | 1     |
| Austrian Singles Chart         | 2     |
| Belgian Flanders Singles Chart | 1     |
| Belgian Wallonia Singles Chart | 1     |
| Canadian Hot 100               | 1     |
| Czech Airplay Chart            | 4     |
| Danish Singles Chart           | 1     |
| Dutch Top 40                   | 1     |
| European Hot 100 Singles       | 1     |
| Finnish Singles Chart          | 1     |
| French Singles Chart           | 2     |
| German Singles Chart           | 1     |
| Hungarian Singles Chart        | 1     |
| Irish Singles Chart            | 1     |
| Italian Singles Chart          | 1     |
| Japan Hot 100                  | 3     |
| New Zealand Singles Chart      | 3     |
| Norwegian Singles Chart        | 1     |
| Polish Airplay Chart           | 3     |
| Romanian Top 100               | 1     |
| TopHit 100                     | 5     |
| Slovak Airplay Chart           | 2     |
| Spanish Singles Chart          | 1     |
| Swedish Singles Chart          | 2     |
| Swiss Singles Chart            | 1     |
| UK Singles Chart               | 1     |
| US Billboard Hot 100           | 3     |
| US Hot Dance Club Play         | 1     |
| US Mainstream Top 40           | 5     |
| US Pop 100                     | 2     |
| Venezuela Pop Rock Chart       | 1     |

| Чарт (2008-09)                   | Место |
| -------------------------------- | ----- |
| Australian Singles Chart         | 15    |
| Austrian Singles Chart           | 11    |
| Belgian Singles Chart (Flanders) | 3     |
| Belgian Singles Chart (Wallonia) | 13    |
| Canadian Hot 100                 | 4     |
| Dutch Top 40                     | 4     |
| European Hot 100 Singles         | 5     |
| French Singles Chart             | 14    |
| Hungarian Singles Chart (2008)   | 13    |
| Hungarian Singles Chart (2009)   | 138   |
| Irish Singles Chart              | 11    |
| Spanish Singles Chart            | 18    |
| Swedish Singles Chart            | 3     |
| Swiss Singles Chart              | 6     |
| UK Singles Chart                 | 9     |
| US Billboard Hot 100             | 23    |
| US Mainstream Top 40             | 38    |

| Чарт (2000-09)           | Место |
| ------------------------ | ----- |
| Australian Singles Chart | 77    |

## Список композиций
| - UK CD 1 1. „4 Minutes“ (Album Version) — 4:04 2. „4 Minutes“ (Bob Sinclar Space Funk Remix) — 5:39 - UK CD 2 / AUS Maxi / GER Maxi 1. „4 Minutes“ (Album Version) — 4:04 2. „4 Minutes“ (Bob Sinclar Space Funk Remix) — 5:39 3. „4 Minutes“ (Junkie XL Remix) — 6:16 - UK 12» Vinyl 1. «4 Minutes» (Edit) — 3:10 2. «4 Minutes» (Bob Sinclar Space Funk Edit) — 4:57 3. «4 Minutes» (Junkie XL Remix Edit) — 4:39 4. «4 Minutes» (Tracy Young House Radio) — 3:33 | - EU / US Maxi CD Single 1. «4 Minutes» (Bob Sinclar Space Funk Remix) — 5:39 2. «4 Minutes» (Junkie XL Remix) — 6:16 3. «4 Minutes» (Tracy Young House Mix) — 7:55 4. «4 Minutes» (Peter Saves Paris Remix) — 8:52 5. «4 Minutes» (Rebirth Remix) — 7:57 6. «4 Minutes» (Junkie XL Dirty Dub) — 4:52 - US 2× 12" Vinyl 1. «4 Minutes» (Bob Sinclar Space Funk Remix) — 5:39 2. «4 Minutes» (Peter Saves Paris Remix) — 8:52 3. «4 Minutes» (Tracy Young House Mix) — 7:55 4. «4 Minutes» (Junkie XL Dirty Dub) — 4:52 5. «4 Minutes» (Album Version) — 4:04 6. «4 Minutes» (Rebirth Remix) — 7:57 7. «4 Minutes» (Junkie XL Remix) — 6:16 |

## Участники записи
- Мадонна - автор песни , вокал , бэк-вокал, исполнительный продюсер
- Джастин Тимберлейк - автор песни, вокал, продюсер
- Timbaland - автор песни, вокал, продюсер, программирование ударных , запись
- Danja - автор песни, продюсер, клавишные инструменты
- Demacio "Demo" Castellon - программирование , сведение , скретчинг и запись в студиях Sarm West (Лондон) и студии Hit Factory (Майами)
- Marcella Araica - сведение, скретчинг
- Рон Тейлор - редактирование Pro Tools